# Strefa Hadija

Mapa regionów i stref Etiopii.

Strefa Hadija (Hadiya Zone) – obszar administracyjny w Etiopii, w Regionie Narodów, Narodowości i Ludów Południa. Nazwa strefy bierze się od ludu Hadija, który ją zamieszkuje. Głównym miastem jest Hosaena. Według spisu z 2007 roku strefę zamieszkiwało ponad 1,2 miliona mieszkańców na powierzchni 3593 km² (343 osób/km²). 
Strefa znajduje się na wysokości od 1000 m n.p.m. na zachodzie do blisko 3000 m n.p.m. na północnym wschodzie.  

## Demografia
Według spisu cztery największe grupy etniczne w strefie to: Hadija (90%), Kembata (2%), Gurage (1,5%) i Amharowie (1,3%). Do pozostałych grup należy 5,2% populacji. Pod względem religijnym przeważa protestantyzm (75,4%), a do największych mniejszości należą muzułmanie (11,1%), etiopscy prawosławni (8,5%) i katolicy (4,3%).

## Podział administracyjny
W skład strefy wchodzi 11 wored:
| - Ana Lemo - Duna - Gibe - Gomibora - Hosaena - Limo - Mirab Badawacho - Misha - Misraq Badawacho - Shashogo - Soro |